# Marco Pico
Pour les articles homonymes, voir Pico (homonymie) et Picaud.
Marco Pico est un réalisateur français, né le 20 septembre 1940 à Soulaires (Eure-et-Loir).

## Filmographie

### Réalisateur

#### Cinéma
- 1974 : Un nuage entre les dents
- 1988 : Savannah
- 1993 : La Cavale des fous
- 1996 : Le Dernier des pélicans

#### Télévision
- 1982 : Paris-Saint-Lazare (mini-série)
- 1984 : Manipulations (téléfilm)
- 1987 : Les Fortifs (téléfilm)
- 1989 : Morte fontaine (téléfilm)
- 1994 : Novacek (série télévisée), épisode 1 Le Croisé de l'ordre
- 1995 : Le R.I.F. (série télévisée), épisode 2 L'Air d'une fugue
- 1996 : Forcément coupable (téléfilm)
- 1997 : La Mondaine (série télévisée), épisode Maryline
- 1998 : D'or et de safran (téléfilm)
- 1999 : La Bascule (téléfilm)
- 1999 : Les Quatre-vingt-unards (téléfilm)
- 2000 : Les Enfants du printemps (mini-série)
- 2003 : Leclerc, un rêve d'Indochine (téléfilm)

### Acteur
- 1967 : Le Saut (O Salto) de Christian de Chalonge : Antonio Ferreira

### Scénariste
- 1978 : Le beaujolais nouveau est arrivé de Jean-Luc Voulfow
- 1980 : La Traque de Philippe Lefebvre (téléfilm)

### Assistant réalisateur
- 1965 : Les Copains d'Yves Robert
- 1965 : La Communale de Jean L'Hôte
- 1966 : Soleil noir de Denys de La Patellière
- 1968 : Le Tatoué de Denys de La Patellière
- 1969 : Clérambard d'Yves Robert
- 1970 : Les Novices de Guy Casaril
- 1970 : L'Alliance de Christian de Chalonge
- 1971 : La Vieille Fille de Jean-Pierre Blanc

### Conseiller technique
- 1972 : Les Malheurs d'Alfred de Pierre Richard
- 1973 : Je sais rien, mais je dirai tout de Pierre Richard

### Assistant script
- 1963 : Bébert et l'Omnibus d'Yves Robert